# La Sultane de l'amour

La Sultane de l'amour est un film muet français réalisé par Charles Burguet et René Le Somptier, sorti en 1919.

## Synopsis
C'est le récit d'un enlèvement, inspiré des contes des Milles et Une Nuits, agrémenté de retournements de situations et de touches d'érotisme. 

## Fiche technique
- Titre : La Sultane de l'amour
- Réalisation : Charles Burguet, René Le Somptier[2]
- Scénario : Louis Nalpas, d'après un roman de Franz Toussaint tiré des Contes des mille et une nuits
- Chef opérateur : Georges Raulet
- Production : Louis Nalpas, Serge Sandberg[3]
- Distribution : Les Films Louis Nalpas
- Date de sortie :
  - France : 7 novembre 1919

### Tournage
Le tournage se déroule au parc Liserb dans le quartier Valrose se Nice,.

## Distribution
- France Dhélia : la sultane Daoulah
- Sylvio de Pedrelli : le prince Mourad
- Yvonne Sergyl : la princesse Zilah
- Gaston Modot : Kadjar
- Marcel Lévesque : Nazir
- Paul Vermoyal : le sultan Malik
- Armand Dutertre : le sultan Bahram Yazid
- Albert Bras : le sultan Mahmoud el-Hassan
- Dourga : une danseuse hindoue
- Le nain Frankeur : Fakrach
- Pillot : le vizir Moslih
- Marise Querlin : une vestale[5].

## Accueil
Ce film, qui marque le renouveau du cinéma français après la Première Guerre mondiale, a été à l'époque très bien accueilli,{